# Pesach Wolicki
Pesach Wolicki (Ohio, 5 febbraio 1970) è un rabbino, scrittore e educatore israeliano.
Durante la sua ultima occupazione è stato un Rosh Yeshivah alla Yeshivat Yesodei HaTorah. Nel 2015 si è unito allo staff del Centro per la cooperazione e l'intesa ebraico-cristiana (CJCUC), dove ha svolto il ruolo di Direttore Associato. È un opinionista per The Times of Israel, Charisma News e Breaking News Israel ed è una chiara figura di dialogo interreligioso tra Ebraismo e Cristianesimo.

## Biografia
Pesach Wolicki è nato in Ohio il 5 febbraio del 1970 dall'unione tra Marsha (née Dubow) e Jerome B. Wolicki. Durante la sua prima infanzia ha vissuto in Canada.

### Istruzione
Wolicki ha studiato alla Yeshivat Kerem B'Yavneh e più tardi è diventato un membro della Darche Noam Kollel. Ha ricevuto il semikhah (ordinamento rabbinico) dal Rabbino capo di Gerusalemme.

### Carriera

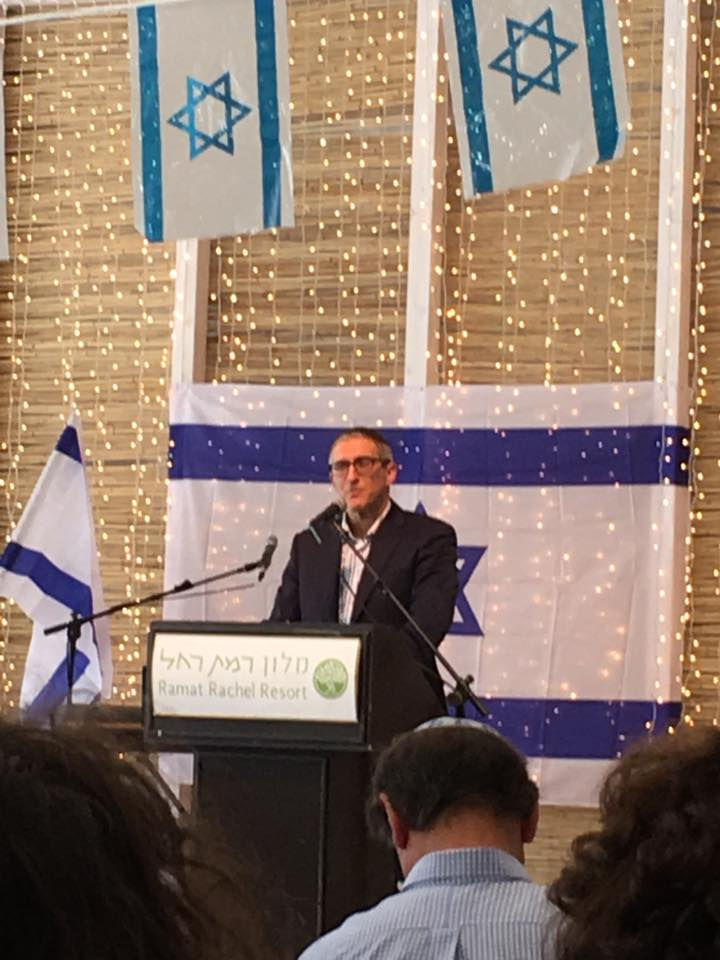
Pesach Wolicki al terzo Giorno di lode annuale per Yom HaAtzmauty (giorno d'indipendenza israeliano), evento tenuto a Ramat Rachel il 2 maggio 2017

Wolicki è stato un rabbino del pulpito alla synagoga Adath Jeshurun Orthodox in Virginia e un Direttore per lo sviluppo della Hillel Academy a Fairfield, Connecticut.
Nel 2003, è diventato Rosh Yeshiva della Yeshivat Yesodei HaTorah. Nel 2015, Wolicki è diventato il Direttore Associato del Centro per la cooperazione e l'intesa ebraico-cristiana.
Nell'articolo del settembre 2015 per il The Times of Israel Wolicki espose il suo forte appoggio al globale Giorno di lode del rabbino Shlomo Riskin, iniziativa interreligiosa contro le affermazioni di un 'fuoco straniero' da parte dei circoli degli ebrei Charedì affermando, per quanto riguarda l'iniziativa, che "Mentre il malessere è incomprensibile, non dobbiamo osare supporre che ciò che è incomprensibile e nuovo sia di conseguenza proibito."
Durante il settembre 2016, Wolicki ha lanciato l'iniziativa di raccolta fondi "Blessing Bethlehem"  al LifeLight Festival nelle Sioux Falls, South Dakota cercando di creare un programma di omaggio di cibo per i cristiani perseguitati a Betlemme.

## Opere
- Cup of Salvation (Center for Jewish-Christian Understanding and Cooperation, Gefen Publishing, 2017) ISBN 978-9652299352

## Vita privata
Nel 1994, Wolicki ha fatto lo "Aliyah" verso Israele.
Wolicki vive con sua moglie e gli 8 bambini a Bet Shemesh.